# Irrgarten der Leidenschaft
Irrgarten der Leidenschaft (Originaltitel: The Pleasure Garden) ist ein deutsch-britischer Stummfilm von Alfred Hitchcock aus dem Jahr 1925, der nach dem Roman The Pleasure Garden von Oliver Sandys entstand. Es ist der erste vollendete Spielfilm des Regisseurs; der Film Number 13 aus dem Jahre 1922 blieb aufgrund des Konkurses des damaligen Studios unvollendet. 

## Handlung
Die Revuetänzerin Patsy Brand trifft nach einer Vorstellung Jill Cheyne vor dem Theater, die mit einem Empfehlungsschreiben eine Anstellung als Tänzerin zu erhalten hofft. Patsy nimmt Jill in ihrer Wohnung auf, da Jill sowohl der Brief als auch die Geldbörse entwendet wurde und sie sich deshalb keine Unterkunft leisten kann. Jill geht am nächsten Tag zum Vortanzen mit ins Theater. Sie bekommt ein Engagement und steigt mit der Zeit zur Solotänzerin auf. Eines Tages kommt Jills Verlobter Hugh Fielding zu Besuch, der zusammen mit seinem Freund und Kollegen Levet beruflich bedingt „in den Osten“ gehen wird, um genügend Geld für eine Heirat mit Jill zu verdienen. Ihm wird offenkundig, dass Jill durch ihre neue Arbeit unter anderem in Fürst Ivan einen Verehrer hat, doch Patsy beruhigt ihn mit dem Versprechen, auf Jill aufzupassen.
Jill zieht bei Patsy aus; sie wird inzwischen von Fürst Ivan mit teuren Geschenken verwöhnt. Fieldings Freund Levet, der auf Urlaub aus dem Osten gekommen ist, heiratet Patsy und sie verbringen ihre Flitterwochen in der Villa d’Este am Comer See. Bei seiner Abreise interessiert er sich schon nicht mehr für sie – er wird bei seiner Rückkehr in die Tropen bereits von einer einheimischen Frau erwartet. Hugh erfährt von Jills Romanze aus der Zeitung.
Patsy erhält nach vielen Wochen einen ersten Brief von Levet, in dem er eine Fiebererkrankung als Grund für sein Schweigen anführt. Sie fährt sofort zu ihm, um sich um ihn zu kümmern, kündigt ihr Kommen jedoch nicht an. Sie trifft ihn in den Armen einer Einheimischen an, verlässt ihn im Streit und geht zu Hugh. Dieser ist tatsächlich erkrankt; er hält sie im Fieber zunächst für Jill. Levet hat zwischenzeitlich seine einheimische Geliebte ertränkt, und er holt sich Patsy zurück. Nachts verfolgen ihn Visionen der Getöteten. Er wird erschossen, als er sich im Wahn mit einem Säbel auf Patsy stürzen will. Patsy findet mit Hugh zusammen.

## Entstehungsgeschichte
Nachdem Hitchcock für Gainsborough Pictures als Regieassistent gearbeitet hatte, übertrug ihm Produzent Michael Balcon 1925 die erste Regiearbeit. Da für den Film eines unbekannten Regie-Debütanten in England kein Geldgeber gefunden werden konnte, wurde Irrgarten der Leidenschaft von der deutschen Münchner Lichtspielkunst (Emelka) co-produziert und Hitchcock zu den Dreharbeiten nach Deutschland geschickt. Drehbuchautor war Elliot Stannard, der bis 1928 die Bücher zu sieben von Hitchcocks insgesamt neun Stummfilmen schreiben sollte. Den kleinen Stab bildeten vor allem Hitchcock, der sich neben der Regie um viele Kleinigkeiten kümmern musste, und Alma Reville, die als Filmeditorin und Regieassistentin an dem Film mitwirkte und 1926 Hitchcocks Frau wurde, sowie der Kameramann Gaetano di Ventimiglia. Aus Hollywood wurden aktuelle Stars verpflichtet. 
Die Außenaufnahmen fanden im Sommer 1925 in Italien statt und die Innenaufnahmen in den Münchener Emelka-Studios in Geiselgasteig. Die Dreharbeiten spiegelten Hitchcocks Unerfahrenheit wider und verliefen holprig. Die Geschichte dieser Dreharbeiten gehörte zu Hitchcocks gerne erzählten Anekdoten. Zu meistern waren Probleme wie der Diebstahl des Bargeldes, die Beinahe-Beschlagnahme des Filmmaterials durch den Zoll und unvorhergesehene Kosten durch die recht anspruchsvollen amerikanischen Darsteller. Während Hitchcock die finanziellen Probleme mit Hilfe von Alma Reville und mit viel Improvisation lösen konnte, erfuhr der von Jesuiten erzogene 26-Jährige, wie er später im legendären Interview Mr. Hitchcock, wie haben Sie das gemacht? mit François Truffaut erzählte, während der Dreharbeiten zum ersten Mal von der weiblichen Menstruation, als eine Schauspielerin eine Szene nicht drehen konnte, in der sie ins Wasser springen sollte.

## Premiere und Kritiken
Die deutsche Premiere – und damit die erste öffentliche Aufführung eines Alfred-Hitchcock-Films – fand am 3. November 1925 in München statt. In England sollte sich die Premiere jedoch verzögern. Michael Balcon war begeistert, und der Film erntete nach einer Pressevorführung im März 1926 durchweg positive Kritiken. Die Zeitschrift Bioscop etwa schrieb: „Die Geschichte ist gut auf die Leinwand gebracht worden. Bewundernswerte Darstellungskunst und eine meisterhafte Produktionsleistung verbinden sich zu einem außergewöhnlichen Film. (...) Das Drama fesselt bis zur letzten Minute. (...) Diese erste Produktion Alfred Hitchcocks verspricht viel für die Zukunft.“ Weniger begeistert war allerdings der Verleiher und Geldgeber C. M. Woolf. Dieser konnte mit den für den deutschen Stummfilm der 1920er-Jahre typischen Stilmitteln wie dem Spiel mit Licht und Schatten oder ungewöhnlichen Kameraperspektiven und mit der eher amerikanisch wirkenden Erzählweise wenig anfangen und wollte den Film nicht veröffentlichen. Daher verschob sich der britische Kinostart um fast ein Jahr. Irrgarten der Leidenschaft wurde erst im Januar 1927 in London öffentlich aufgeführt, nachdem Hitchcock für Balcon mit Der Bergadler und Der Mieter bereits zwei weitere Filme abgedreht hatte.